# Macondo
Macondo egy képzeletbeli falu Kolumbiában, ahol az irodalmi Nobel-díjjal kitüntetett Gabriel García Márquez Száz év magány című regénye játszódik.
Ez a képzeletbeli falu sok tekintetben hasonlít Aracatacára (Kolumbia, Magdalena megye), arra a ma már kisvárossá növekedett falura, ahol Gabriel García Márquez született és a gyermekéveit töltötte nagyszülei házában.
2006-ban Pedro Sánchez Rueda polgármester kezdeményezte, hogy a település neve legyen Macondo. Ezzel szerette volna a szegénységbe süllyedt és csőd szélén álló Aracataca gazdaságát fellendíteni és a turistákat odavonzani. Az erre kiírt népszavazás azonban érvénytelenül zárult az alacsony részvételi arány miatt, így a javaslat nem lépett életbe.

## A név eredete
Maga García Márquez az Azért élek, hogy elmeséljem az életemet című önéletrajzi regényében azt írja, hogy emlékei szerint Macondo egy banánültetvény neve volt Aracataca közelében, a névtáblát pedig a vonatból látta, amikor nagyapjával együtt utaztak. Rögtön ezután azonban megemlíti, hogy később egy enciklopédiában azt olvasta, hogy egy ceibafafajtának a neve, ám saját bevallása szerint soha nem sikerült meggyőződnie róla, hogy létezik-e ilyen nevű fa. Még később az Encyclopædia Britannicában azt a meghatározást találta, hogy a makondo egy Tanganyikában élő vándorló nép neve.
A név eredete másokat is foglalkoztatott. Dasso Saldívar író a Gabriel García Márquez: El viaje a la semilla, la biografía című életrajzban négy lehetséges eredetet is felvetett, ezek részben hasonlítanak ahhoz, amit Márquez is említett:

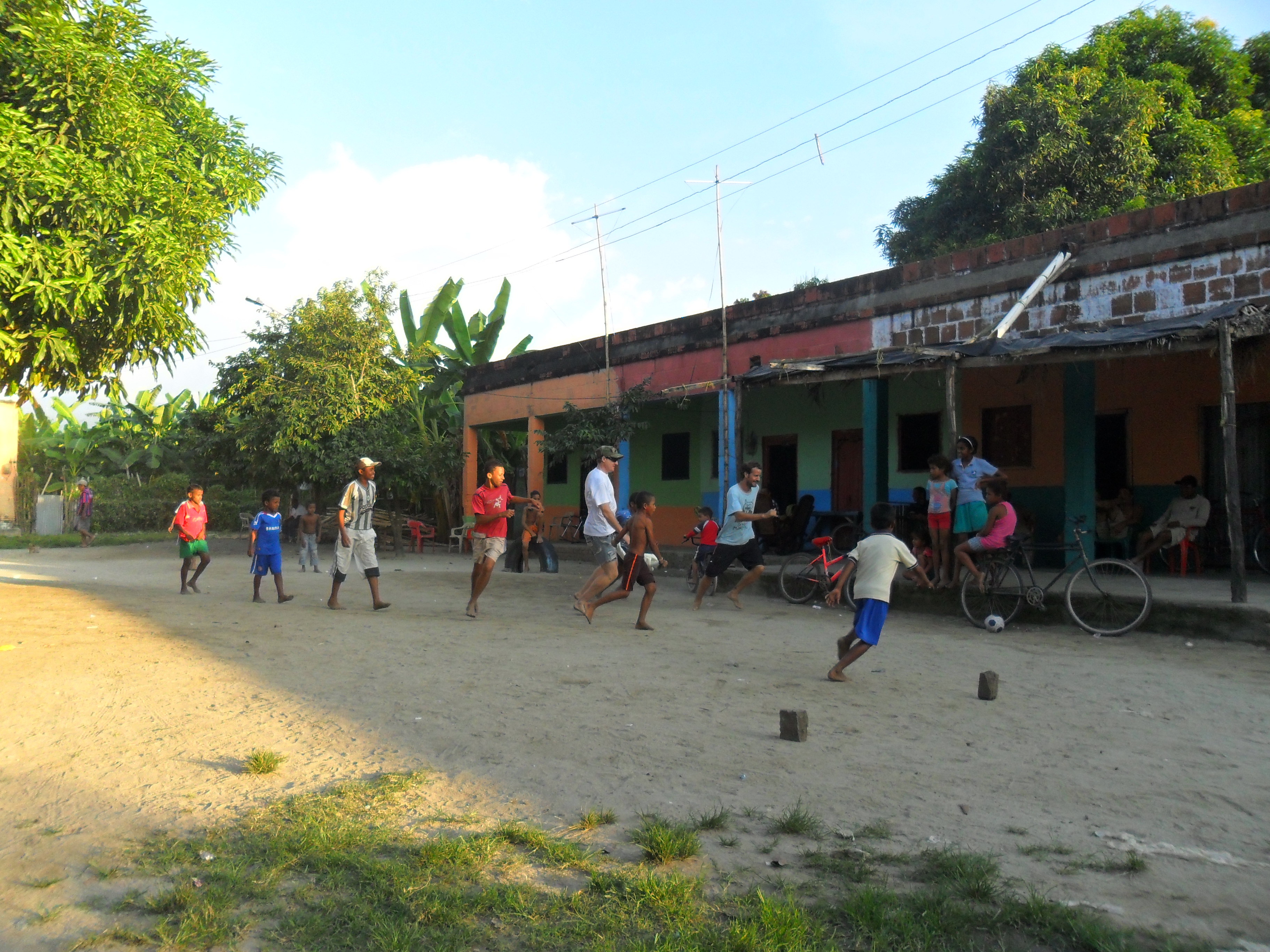
La Vereda Macondo, nem messze Aracatacától

- Elsőként és legvalószínűbb lehetőségként Saldívar is úgy véli, hogy Macondo egy bizonyos Manuel Dávila García banánültetvényes haciendája volt a Sevilla folyó partján, nem messze Aracatacától.

- Azt is megemlíti, hogy a macondo a banán bantu eredetű neve volt. E magyarázat szerint a szó a makonde szóból származik, ami a likonde többes száma, szó szerinti jelentése pedig „az ördög eledele”. Idővel ezt a szót a karibi partvidéken egy nagyon értékes fafajta (Cavanillesia platanifolia) neveként kezdték el használni,[7] ami viszont a 20. század elejére a túlzott kitermelés miatt gyakorlatilag kipusztult. A magyarázat szerint a regényben többször is említett United Fruit társaságnak ez a birtoka onnan kapta a nevét, hogy korábban két ilyen fa is volt rajta.

- Állítólag Pivijay közigazgatási területén volt egy Macondo nevű település. Saldívar nem állítja, hogy ennek köze lett volna a fent említett haciendához, csak sejteti, hogy közelsége miatt innen kaphatta a birtok a nevét.

- Végül pedig macondónak hívnak egy a környéken igen elterjedt, a bingóhoz hasonlító szerencsejátékot is. A játékban hatoldalú pörgettyűt használnak, aminek minden oldalára más ábra van bevésve, ezek közül az egyik egy makondofát ábrázol, innen ered a játék neve.

Egyesek pedig azt feltételezik, hogy a macondo szó a ma- és a cóndo’ összetételéből jött létre. A ma- előtagot sok afrikai nyelvben használják a többes szám képzésére, a cóndo’ pedig a kondorkeselyűt jelentő spanyol cóndor szó karibi tájszólásban. Ebben az esetben Macondo azt jelentené, hogy „kondorkeselyűk”.

## ASzáz év magányhelyszíne
A Száz év magány regény alapján Macondo története, elhelyezkedése és a falu egyes helyszínei is jól leírhatók. Talán ennek köszönhető, hogy sok olvasó meg van róla győződve, hogy Macondo a valóságban is létezik.

### Történelme
Macondót a Buendía család pátriárkája, José Arcadio Buendía és az általa vezetett expedíció tagjai alapították, akik barátaikkal, feleségükkel, gyerekeikkel, háziállataikkal és szerszámaikkal együtt útra keltek, hogy a hegyeken nyugat felé átkelve kijáratot találjanak a tengerhez. A falut azon a helyen építették fel, ahol huszonhat hónapnyi bolyongás után José Arcadio Buendía álmában egy zajos várost látott tükörfalú házakkal, melynek neve Macondo volt.
José Arcadio Buendía álmot látott azon az éjszakán: egy lármás város emelkedett körülötte tükörfalú házakkal. Megkérdezte, hogy hívják a várost, amire egy olyan szót mondtak, amelyet még sohasem hallott, amely nem jelentett semmit, de álmában természetfölötti hangzása volt: Macondo.

### Fekvése
Macondót egy folyó partján építették fel, „melynek áttetsző vize őskori tojás nagyságú, sima, fehér köveken hömpölygött”. Riohacha városától nyugatra fekszik, egy szinte átjárhatatlan hegy zárja el a külvilágtól. „Délen a láp terült el”, azon túl pedig a nagy mocsárvilág, amelynek a faluba évente ellátogató „cigányok állítása szerint nem volt határa” és nyugaton végtelen víztükörben folytatódott. José Arcadio Buendía úgy vélte, csak északnak vezet út a külvilág és a civilizáció felé, ezért korábbi társaival újabb expedíciót szervezett. Több napig tartó bolyongás után végül a korábban nem talált tenger partján kötnek ki, ahol José Arcadio így fakad ki:
– A süly essen belé! – kiáltotta. – Macondót mindenütt víz veszi körül.
A regényben a falut végül egy hatalmas ciklon rombolja le, a szélviharban a Buendía család utolsó ivadéka is meghal.

### Helyszínek
- A Buendía család házában zajlik a könyv cselekményének nagy része, amelyet egymás után több alkalommal is bővítenek, hogy legyen hely az utódok, házastársaik és a látogatók számára is.
- Melchiades kamrája, ahol a hét tengert megjárt cigány műszereit őrzik és ahol José Arcadio alkímiai kísérleteket végez, majd később Második José Aureliano ötvösműhelyt rendez be.
- A temető, ahová a falu első halottját, Melchiadest temetik.
- A laktanya, amit az Aureliano Buendía ezredes vezette harminckét háború egyikében bevesznek a kormánycsapatok.

## Macondo García Márquez műveiben
Márqueznek nem a Száz év magány az első és egyetlen írása, ami Macondóban játszódik vagy ahol említi a falu nevét.

### Regények
- Söpredék (La hojarasca), ami Macondóban játszódik.
- Az ezredes úrnak nincs, aki írjon ( El coronel no tiene quien le escriba), ami egy Macondóhoz közel eső kis faluban játszódik, évekkel a forradalom után.
- Mamá Grande temetése (Los funerales de la Mamá Grande)
- Baljós óra (La mala hora), ami Macondo közelében játszódik egy kis faluban.
- Száz év magány (Cien años de soledad)
- Azért élek, hogy elmeséljem az életemet (Vivir para contarla),
- Egy előre bejelentett gyilkosság krónikája (Crónica de una muerte anunciada), ami megemlíti a falu nevét.

### Novella
- Isabel monológja, miközben az esőt nézi Macondóban (El monólogo de Isabel viendo llover en Macondo (1955)

## A név egyéb előfordulásai
- Az 1974-ben bemutatott Kínai negyed című filmben Jake Gittes nyomoz Hollis Mulwray után a fiktív El Macondo Apartments lakónegyedben. Richard Sylbert, a film egyik alkotója szerint valóban García Márquez Macondójára utaltak.[8]

- Az 1990-es évek közepén a McOndo antológia[9] megjelenésével kezdődött Latin-Amerikában a McOndo jelenség, ami a mágikus realizmussal szembeforduló új írónemzedék válaszreakciója volt a 60-as és a 70-es évek latin-amerikai irodalmi boomjára, nevét pedig Macondo és a McDonald’s összeolvasztásával nyerte.

- Az El sol brilla por la noche en Cachemira[10] regény főhőse Macondóba vágyik és ott szeretné megvalósítani élete álmát.

- Georges Perec részletesen leírt egy Macondóban készült fényképet La Vie mode d’emploi[11] című regényében.

- Macondónak hívnak egy menekülttábort Bécs külvárosában.[12][13] Az 1970-es évek elején a Pinochet diktatúrája elől menekülő chileiek adták ezt a nevet a tábornak. Korábban a táborba az első nagy menekülthullám 1956-ban érkezett Magyarországról, majd 1968-ban Romániából és Csehszlovákiából, de fogadtak be vietnámi „csónakos embereket” is. Közülük és leszármazottaik közül sokan ma is a táborban élnek mint „permanens menekültek”, miközben újabbak érkeznek a világ más háború sújtotta vidékeiről: Szomáliából, Afganisztánból, Irakból, Csecsenföldről, stb.

- A fent említett menekültvárosban játszódik Sudabeh Mortezai 2014-ben bemutatott Macondo című filmdrámája.[14][15]

- A Bi-2 népszerű orosz rockegyüttes 2006-ban megjelent Tej (Молоко) című albumán az egyik dal címe Macondo (Макондо).[16] A dal refrénje: „Eső hullott Macondóra, pont az évszázad közepén. (На Макондо падал дождь, в самой середине века.)” Az együttes első sikerét 2000-ben aratta Az ezredes úrnak nincs, aki írjon (Полковнику никто не пишет) című számával.[17]

- A Száz év magány regényre utalva Macondo a neve egy New York-i étteremnek.[18][19]

- 2015-ben Macondo Cafe néven kolumbiai kávézó nyílt Budapesten.[20]

## Fordítás
- Ez a szócikk részben vagy egészben  a   Macondo című spanyol Wikipédia-szócikk ezen változatának fordításán alapul.  Az eredeti cikk szerkesztőit annak laptörténete sorolja fel. Ez a jelzés csupán a megfogalmazás eredetét és a szerzői jogokat jelzi, nem szolgál a cikkben szereplő információk forrásmegjelöléseként.
- Ez a szócikk részben vagy egészben  a   Macondo című angol Wikipédia-szócikk ezen változatának fordításán alapul.  Az eredeti cikk szerkesztőit annak laptörténete sorolja fel. Ez a jelzés csupán a megfogalmazás eredetét és a szerzői jogokat jelzi, nem szolgál a cikkben szereplő információk forrásmegjelöléseként.